# Karim Aouadhi
Karim Ben Hassan Aouadhi (* 2. Mai 1986 in Mégrine) ist ein ehemaliger tunesischer Fußballspieler.

## Karriere
Karim Aouadhi stammt aus Nordtunesien und begann mit dem Fußballspielen bei seinem Heimatverein, der unterklassigen Association Mégrine Sport. Dort machte er auf sich aufmerksam und wurde in die U-21-Nationalmannschaft berufen. Mit 21 Jahren wechselte er in die Hauptstadt zum Club Africain Tunis in die tunesische erste Liga. Gleich in seinem ersten Jahr sicherte sich der Verein seine zwölfte Meisterschaft. Doch Aouadhi wurde danach im September 2008 erst einmal in die Vereinigten Arabischen Emirate zu Al-Wahda Abu Dhabi verliehen. Nach einem Jahr kehrte er wieder nach Tunis zurück und etablierte sich dort im defensiven Mittelfeld. 2010 wurde er mit dem Club Africain Vizemeister.
Im Jahr darauf verzögerte sich der Spielbetrieb im Land wegen der Jasminrevolution. Aouadhi hatte vierzehn Ligaspiele und vier Spiele in der afrikanischen Champions League gespielt und dabei insgesamt fünf Tore erzielt, dann wechselte er zum deutschen Zweitligisten Fortuna Düsseldorf, bevor die Saison in Tunesien abgeschlossen war. Er hatte sich gegen ein Angebot des belgischen Erstligisten RSC Anderlecht entschieden und ging nach Deutschland, wo auch zwei Brüder von ihm studierten. Allerdings hatte er Probleme, sich einzugewöhnen und sich gegen die etablierten Spieler im Team durchzusetzen, zumal diese sehr erfolgreich spielten. So war der groß gewachsene Tunesier nach 15 Spieltagen erst zu einem einzigen Kurzeinsatz gekommen, bei dem er auch noch einen Elfmeter verschuldete. Ende Dezember 2011 wurde auf Wunsch Aouadhis der Vertrag mit Fortuna Düsseldorf aufgelöst. Der Tunesier gab als Grund „größere sprachliche Probleme“ an, die er nicht überwinden und sich daher auch sportlich nicht weiterentwickeln könne.
Am 16. Januar 2012 stellte der amtierende tunesische Meister Espérance Tunis Karim Aouadhi als Neuzugang vor. Zwei Jahre blieb er beim Hauptstadtverein und gewann mit ihm die tunesischen Meisterschaften 2012 und 2014, bevor er zu seiner nächsten Station, CS Sfax, aufbrach, wo er bis 2018 spielte. Eine Spielzeit beim ES Sahel, zwei in Saudi-Arabien bei Abha Club und die Rückkehr zu Stade Tunisien folgten.
Zwischen 2015 und 2018 bestritt Aouadhi elf Länderspiele (ein Tor).

## Erfolge
- Tunesischer Meister
  - 2008 mit dem Club Africain
  - 2012 und 2014 mit Espérance Tunis.
- Nordafrikanischer Champions Cup
  - 2008 und 2010 mit Club Africain
- Arabische Champions League
  - 2019 mit Étoile Sportive du Sahel